# Petr Chelčický

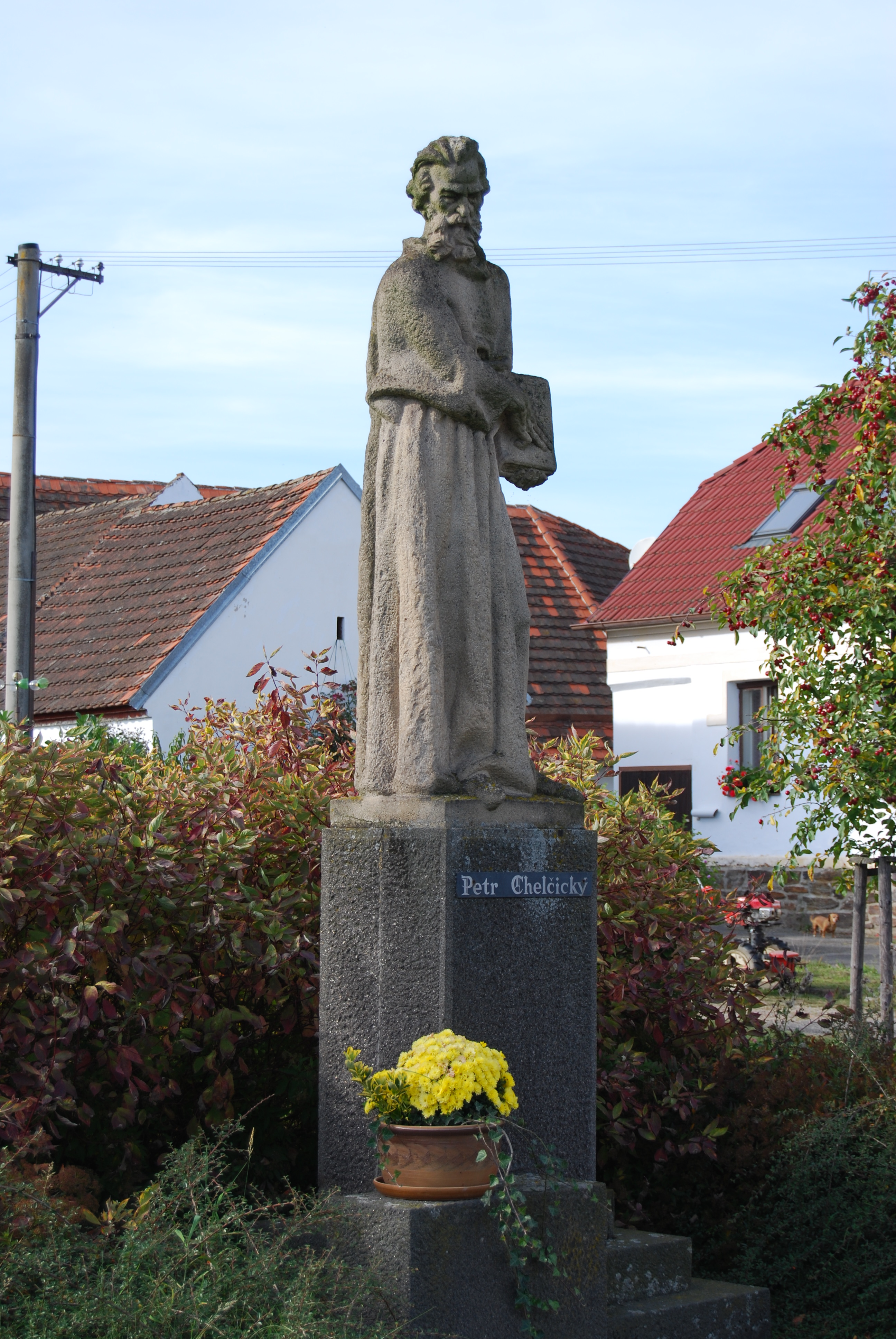
Petr Chelčický

Petr Chelčický, född omkring 1390 i Södra Böhmen, död omkring 1460, var en tjeckisk religiös tänkare. 
Chelčický, till yrket jordbrukare, var jämte Jan Hus Böhmens störste tänkare under 1400-talet och näst honom den mest betydande författaren på tjeckiska språket under denna tid. I sina skrifter protesterade han mot användande av våld och tvång i trossaker och framhöll, att kristendomens sanna väsende ligger i fullständig jämlikhet och broderlighet, kärlek till nästan och ömsesidig fördragsamhet. 
Chelčickýs många religiösa skrifter, varav kan nämnas Postilla eller Kniha výkladov ve čtenie nedělní (Bibelförklaringar till söndagsläsning), Sit' víry (Trons nät) och O Antikristovi, började tryckas 1521. En kritisk upplaga av hans religiösa och teologiska skrifter började på 1890-talet att utges på föranstaltande av ryska vetenskapsakademien i Sankt Petersburg. Chelčickýs läror gav upphov till böhmiska och mähriska brödernas förening, varför de även benämndes Chelčickýbröderna.